# Saint-Hilaire-sur-Helpe
 Saint-Hilaire-sur-Helpe  es una población y comuna francesa, en la región de Norte-Paso de Calais, departamento de Norte, en el distrito de Avesnes-sur-Helpe y cantón de Avesnes-sur-Helpe-Nord.

## Demografía
| 927 | 915 | 842 | 833 | 846 | 779 |
| Para los censos de 1962 a 1999 la población legal corresponde a la población sin duplicidades (Fuente: INSEE [Consultar]) |     |     |     |     |     |